# Sousa plumbea
Sousa plumbea (también llamado delfín giboso índico, del inglés: Indian Humpback dolphin) es una especie de delfín oceánico (familia Delphinidae). 

Los delfines adultos suelen ser blancos o grises. Los adultos miden 2 o 3 metros y las crías un metro. Los adultos pesan un promedio de 150-230 kilogramos. 

Vive en la costa índica de África, al este de la India, la bahía de Bengala y el mar Rojo.